# Академічне веслування на літніх Олімпійських іграх 1976
Змагання з академічного веслування на літніх Олімпійських іграх 1976 тривали з 18 до 25 липня в Олімпійському басейні на острові Нотр-Дам. Розграно 14 комплектів нагород: 8 серед чоловіків і 6 серед жінок. Змагання в академічному веслуванні серед жінок на цій Олімпіаді дебютувати, а дистанція становила 1000 м, на відміну від 2000 м серед чоловіків (тільки починаючи з літніх Олімпійських ігор 1988 у Сеулі вона теж становитиме 2000 м).
Комісія МОК з програми бажала зменшити кількість учасників і 23 лютого 1973 року представила виконавчому комітетові низку рекомендацій, всі з яких було утвалено. Завдяки введенню жіночих дисциплін академічне веслування було єдиним видом спорту, в якому зросла кількість учасників Олімпійських ігор. Крім того, уперше відбулися змагання парних четвірок, без стернового серед чоловіків і зі стерновою серед жінок.

## Країни, що взяли участь
Змагалися 593 веслувальники і веслувальниці з 31-ї країни:
- Аргентина (10)
- Австралія (13)
- Австрія (3)
- Бельгія (7)
- Бразилія (7)
- Болгарія (33)
- Канада (46)
- Куба (14)
- Чехословаччина (34)
- Данія (7)
- НДР (54)
- Фінляндія (7)
- Франція (17)
- Велика Британія (31)
- Угорщина (8)
- Ірландія (10)
- Італія (15)
- Японія (9)
- Мексика (1)
- Нідерланди (24)
- Нова Зеландія (18)
- Норвегія (14)
- Польща (22)
- Румунія (21)
- СРСР (55)
- Швеція (3)
- Швейцарія (4)
- США (54)
- Уругвай (1)
- Західна Німеччина (44)
- Югославія (7)

## Таблиця медалей
| Місце               | Країна                | Золото | Срібло | Бронза | Загалом |
| ------------------- | --------------------- | ------ | ------ | ------ | ------- |
| 1                   | НДР (GDR)             | 9      | 3      | 2      | 14      |
| 2                   | Болгарія (BUL)        | 2      | 1      | 0      | 3       |
| 3                   | СРСР (URS)            | 1      | 4      | 4      | 9       |
| 4                   | Норвегія (NOR)        | 1      | 1      | 0      | 2       |
| 5                   | Фінляндія (FIN)       | 1      | 0      | 0      | 1       |
| 6                   | США (USA)             | 0      | 2      | 1      | 3       |
| 7                   | Велика Британія (GBR) | 0      | 2      | 0      | 2       |
| 8                   | ФРН (FRG)             | 0      | 1      | 3      | 4       |
| 9                   | Чехословаччина (TCH)  | 0      | 0      | 2      | 2       |
| 10                  | Нова Зеландія (NZL)   | 0      | 0      | 1      | 1       |
| 10                  | Румунія (ROU)         | 0      | 0      | 1      | 1       |
| Загалом (11 збірна) | Загалом (11 збірна)   | 14     | 14     | 14     | 42      |

## Медальний залік

### Чоловіки
| Дисципліни                       | Золото | Срібло | Бронза |
| -------------------------------- | --- | --- | --- |
| Парні одиночки                   | Пертті Карпінен (FIN) | Петер-Міхаель Кольбе (FRG) | Йоахім Драйфке (GDR) |
| Парні двійки                     | Франк Гансен і Альф Гансен (NOR) | Кріс Бейлю і Майкл Гарт (GBR) | Юрґен Бертов і Улі Шмід (GDR) |
| Парні четвірки (без стернового)  | НДР (GDR) Вольфґанґ Ґюльденпфенніґ Рюдіґер Райхе Карл-Гайнц Бусерт Міхаель Вольфґрамм                                                                    | СРСР (URS) Євген Дулєєв Юрій Якимов Айварс Лазденієкс Вітаутас Буткус                                                                               | Чехословаччина (TCH) Ярослав Геллебранд Вацлав Вохоска Зденек Пецка Владек Лаціна                                                  |
| Розпашні двійки без стернового   | Бернд Ландфойґт і Єрґ Ландфойґт (GDR) | Келвін Коффі і Майк Стейнс (USA) | Петер ван Роє і Томас Штраус (FRG)                                                                                                 |
| Розпашні двійки зі стерновим     | НДР (GDR) Гаральд Єрлінґ Фрідріх-Вільгельм Ульріх Ґеорґ Шпор                                                                                             | СРСР (URS) Дмитро Бехтерєв Юрій Шуркалов Юрій Лоренцсон                                                                                             | Чехословаччина (TCH) Олдржих Свояновський Павел Свояновський Лудвік Вебр                                                           |
| Розпашні четвірки без стернового | НДР (GDR) Зіґфрід Бріцке Андреас Декер Штефан Земмлер Вольфґанґ Маґер                                                                                    | Норвегія (NOR) Оле Нафстад Арне Берґодд Фінн Тветер Рольф Андреассен                                                                                | СРСР (URS) Рауль Арнеманн Микола Кузнєцов Валерій Долінін Анушаван Гасан-Джалалов                                                  |
| Розпашні четвірки зі стерновим   | СРСР (URS) Володимир Єшинов Микола Іванов Михайло Кузнєцов Олександр Клепиков Олександр Лук'янов (стерновий) Олександр Сема                              | НДР (GDR) Андреас Шульц Рюдіґер Кунце Вальтер Діснер Улльріх Діснер Йоганнес Томас (стерновий)                                                      | ФРН (FRG) Ганс-Йоганн Фербер Ральф Кубайль Зіґфрід Фріке Петер Нігузен Гартмут Венцель (стерновий)                                 |
| Вісімки                          | НДР (GDR) Бернд Баумґарт Ґоттфрід Ден Вернер Клатт Ганс-Йоахім Люк Дітер Вендіш Роланд Костульскі Ульріх Карнац Карл-Гайнц Прудель Карл-Гайнц Даніловскі | Велика Британія (GBR) Річард Лестер Джон Яллоп Тімоті Крукс Г'ю Метесон Девід Максвелл Джим Кларк Фредерік Смоллбоун Леонард Робертсон Патрік Свіні | Нова Зеландія (NZL) Айван Сазерленд Тревор Кокер Пітер Діґнан Ліндсі Вілсон Джо Ерл Дейв Роджер Алек Мак-Лін Тоні Герт Саймон Дікі |

### Жінки
| Дисципліни                     | Золото | Срібло | Бронза |
| ------------------------------ | --- | --- | --- |
| Парні одиночки                 | Крістіне Шайбліх (GDR) | Джоан Лінд (USA) | Олена Антонова (URS) |
| Парні двійки                   | Свєтла Оцетова і Здравка Йорданова (BUL) | Забіне Ян і Петра Беслер (GDR) | Елеонора Камінскайте і Геновайте Рамошкене (URS)                                                                             |
| Парні четвірки (зі стерновою)  | НДР (GDR) Анке Борхманн Ютта Лау Віола Полей Росвіта Цобельт Ліане Вайґельт                                                                   | СРСР (URS) Анна Кондрашина Міра Брюніна Лариса Александрова Галина Єрмолаєва Надія Чернишова                                                    | Румунія (ROU) Йоана Тудоран Марія Мікша Феліча Афресілоає Елісабета Лазер Елена Джурке                                       |
| Розпашні двійки без стернової  | Сійка Келбечева і Стоянка Груйчева (BUL) | Анґеліка Ноак і Забіне Дене (GDR) | Едіт Екбауер і Теа Айнедер (FRG)                                                                                             |
| Розпашні четвірки зі стерновою | НДР (GDR) Карін Меце Біанка Шведе Ґабріеле Лос Андреа Курт Забіне Гес                                                                         | Болгарія (BUL) Гінка Гюрова Ліляна Васева Рені Йорданова Марійка Модева Капка Георгієва                                                         | СРСР (URS) Надія Севостьянова Людмила Крохіна Галина Мішеніна Анна Пасоха Лідія Крилова                                      |
| Вісімки                        | НДР (GDR) Віола Ґорецкі Крістіане Кнеч Ілона Ріхтер Бріґітте Аренгольц Моніка Калліс Генрієєте Еберт Гельма Леманн Іріна Мюллер Маріна Вільке | СРСР (URS) Любов Талалаєва Надія Рощина Клавдія Коженкова Олена Зубко Ольга Колкова Неллі Тараканова Надія Розгон Ольга Гузенко Ольга Пуговська | США (USA) Джекі Зок Аніта Дефранц Кері Ґрейвз Маріон Ґреґ Енн Ворнер Пеґґі Мак-Карті Керол Браун Ґейл Рікетсон Лінн Сіллімен |